# Lac Du Tast (Eeyou Istchee Baie-James)
Le lac Du Tast est un plan d'eau douce du territoire de Eeyou Istchee Baie-James (municipalité), dans la région administrative du Nord-du-Québec, dans la province de Québec, au Canada.
Le bassin versant du lac Du Tast est accessible grâce à la route forestière menant au Nord en provenance de Matagami et passant 12,7 km à l’Ouest du lac. La surface du lac est habituellement gelée du début novembre à la mi-mai, toutefois la circulation sécuritaire sur la glace se fait généralement de la mi-novembre à la mi-avril.

## Géographie
Ce lac comporte une longueur de 12,1 km, une largeur maximale de 7,4 km et une altitude de 242 m. Une presqu’île reliée à la rive Est s’avance vers l’Ouest sur 4,1 km, donnant ainsi au lac la forme d’un demi-beigne ouvert vers l’Est. Le lac compte 13 petites îles dont la principale est l’île Kauskwepikach. Une bande de terre de 2,8 km de large sépare le "Lac Du Tast" et le lac Dana (Eeyou Istchee Baie-James).
Le « lac Du Tast » reçoit du côté Sud-Ouest les eaux de la rivière Kauskatitineu et quelques ruisseaux venant du Nord-Ouest. Le marais Atikuschekw est situé du côté Nord-Ouest de la partie Nord du "lac Du Tast". Plusieurs zones de marais sont situées tout autour du lac.
L’embouchure du « lac Du Tast » est située au fond d’une baie sur la rive est de la partie nord du lac. Cette embouchure est localisée à :
- 18,2 km à l’ouest de l’embouchure du lac Dana (Eeyou Istchee Baie-James) ;
- 44,5 km au sud-ouest de l’embouchure du lac Evans ;
- 108,2 km à l’est de l’embouchure de la rivière Broadback (confluence avec la Baie James) ;
- 136,7 km au nord du centre-ville de Matagami[1].

La décharge du « lac Du Tast » coule sur 17,0 km en serpentant vers l'est en zones de marais, jusqu'à la rive nord du lac Dana (Eeyou Istchee Baie-James). Cette confluence avec ce dernier lac est située à 2,5 km à l'ouest de l'embouchure du ruisseau Kaitupscheyau.
Les principaux bassins versants voisins du « lac Du Tast » sont :
- côté nord : rivière Broadback, rivière Rupert ;
- côté est : Lac Dana (Eeyou Istchee Baie-James), lac Evans, rivière Broadback ;
- côté sud : rivière Muskiki, rivière Chabinoche, rivière Enistustikweyach ;
- côté ouest : lac Colomb, rivière Nottaway.

## Toponymie
Le toponyme « lac Du Tast » a été officialisé le 5 décembre 1968 par la Commission de toponymie du Québec lors de sa création.